# Aaron Kometopulos
Aaron Kometopulos († 14. Juni 987) war ein bulgarischer Adliger und ein älterer Bruder des Zaren Samuil.

## Leben
Aaron wurde zu einem nicht genau bekannten Datum in der ersten Hälfte des 10. Jahrhunderts geboren. Er war der dritte Sohn des Comes (Komiten) Nikolas und dessen Gattin, der Armenierin Ripsime. Neben seinem jüngeren Bruder Samuil hatte er zwei ältere Brüder David und Moses. Der byzantinische Kaiser Johannes Tzimiskes brachte 971 den Ostteil des bulgarischen Reichs unter seine Kontrolle. In der westlichen Reichshälfte herrschten mehrere von der Zentralgewalt unabhängige Bojaren, unter denen der Comes Nikolas und seine vier Söhne wohl die mächtigste Stellung innehatten.
Nach dem Tod von Johannes Tzimiskes (10. Januar 976) und dem Thronantritt des neuen Kaisers Basileios II. brach in Bulgarien eine antibyzantinische Revolte aus, die wohl durch den etwa gleichzeitigen Aufstand des Bardas Skleros in Kleinasien gegen Basileios II. erleichtert wurde. Laut einem armenischen Historiker des 11. Jahrhunderts, Stephan von Taron (oder Stepanos Asoghik), gehörten Aaron und seine Brüder – ihr Vater war inzwischen verstorben – 976 einer armenischen Heeresabteilung an, die im Auftrag Basileios’ II. zum Kampf gegen die Bulgaren nach Makedonien gezogen seien; bald darauf seien sie aber zum neuen bulgarischen Herrscher, wohl dem Zaren Roman, übergelaufen. Dem byzantinischen Geschichtsschreiber Johannes Skylitzes zufolge war Roman 976 aus dem byzantinischen Reich nach Bulgarien geflohen und nach Edessa gelangt; danach wurde er anscheinend von den bulgarischen Magnaten als Herrscher anerkannt. Nachdem Aaron und seine Brüder – sie wurden als Kometopulen (Söhne des Komes) bezeichnet – sich offenbar Roman zur Verfügung gestellt hatten, stiegen sie zu Anführern des antibyzantinischen Aufstands auf. Aaron war auch Teilfürst des Serdika-Gebiets und Makedoniens. Sein ältester Bruder, David, wurde noch während der ersten Jahre dieser Rebellion ermordet und sein anderer Bruder Moses fiel etwa zur gleichen Zeit, als er Serrhes belagerte. Aaron und Samuil belagerten Larisa lange Zeit vergeblich, bis die Stadt um 986 doch in die Hand der Bulgaren fiel. Durch diesen Erfolg beunruhigt, versuchte Basileios II. mittels Intrigen einen Keil zwischen die beiden Brüder zu treiben. Vermutlich ließ sich Aaron vom byzantinischen Kaiser zum Verrat anstiften. Zumindest dürfte Samuil dies geargwöhnt haben und ließ Aaron mitsamt dessen Familie am 14. Juni wohl des Jahres 987 bei Rametanitza töten; nur Aarons Sohn, der spätere Zar Iwan Wladislaw, überlebte. Laut Zonaras hatte Samuil auch gefürchtet, dass Aaron selbst die Herrschaft anstrebte, was für ihn ein weiterer Grund für die Hinrichtung seines Bruders gewesen sei.